# Коррозионная усталость
Коррозионная усталость — разрушение материала под воздействием циклической динамической нагрузки и коррозионных сред. Почти все инженерные сооружения подвергаются воздействию внешних факторов во время их службы. Окружающая среда играет важную роль в усталости высокопрочных конструкционных материалов, таких как сталь, алюминиевые и титановые сплавы. В настоящее время разрабатываются материалы с высокой удельной прочностью, однако и их полезность, прежде всего, зависит именно от коррозионной усталости.
Склонность материала к коррозионно-усталостному разрушению определяется его пределом выносливости, то есть способностью воспринимать нагрузки, вызывающие циклические напряжения в материале.
Значительное влияние на величину коррозионной усталости оказывают свойства рабочей среды, параметры нагружения, количество примесей в основном материале, температура.